# 高山村五大桜
高山村五大桜（たかやまむらごだいさくら）は、長野県上高井郡高山村内に点在する5株の一本桜の総称。樹齢や大きさなどにより選定されたもので、いずれも推定樹齢は150年から600年に上る。

## 一覧
- 赤和観音のしだれ桜 - 推定樹齢200年。樹高約15メートル、目通り幹周り3.5メートル[2]。赤和観音の登り口にある。赤和観音は400年あまりの歴史をもつ懸崖造りの観音堂である[3]。
- 黒部の江戸ひがん桜 - 推定樹齢500年。樹高約10メートル、目通り幹周り3.45メートル。黒部地区の水田地帯の中で孤高の存在。樹下に「十二宮」(方言で「じょんのみや」)の祠がある[4]。また善光寺大本願鷹司誓玉上人の歌碑もある[5]。
- 水中（みずなか）のしだれ桜(鹿島のしだれ桜とも言う) - 樹齢250年。樹高約22メートル、目通り幹周り4メートル。[6]。寛保2年（1742年）に鹿島神社を奉った時に植えたとされる[7]。映画「北の零年」のロケ地。[6]
- 中塩のしだれ桜 - 推定樹齢150年。樹高約10メートル、中塩地区の観音堂敷地にある。樹下には地蔵がある[8]。
- 坪井のしだれ桜 - 推定樹齢600年。樹高約10メートル、目通り幹周り8メートル。樹下に墓があり寛永の文字が見えるので樹齢400年以上と推定され、さらに五輪塔がある。これを根拠とし幹の大きさも考慮すると樹齢600年と推定できる。「日本彼岸桜見立番附」西の小結。[9]

## 周辺観光スポット
- 信州高山温泉郷
- 山田温泉キッズスノーパーク（山田温泉スキー場）
- YAMABOKUワイルドスノーパーク（山田牧場スキー場）
- 松川渓谷
- 雷滝
- 八滝
- 福島正則屋敷跡
- 福島正則荼毘所跡
- 歴史公園信州高山一茶ゆかりの里一茶館